# Live Nassau Coliseum '76
Albums de David Bowie
No Plan
(2017) Cracked Actor (Live Los Angeles '74)
(2017)
Live Nassau Coliseum '76 est un album de David Bowie sorti en 2017.

## Histoire
Il provient du concert donné par le chanteur le 23 mars 1976 au Nassau Coliseum d'Uniondale, dans la banlieue de New York, au cours de la tournée Isolar. La maison de disques de Bowie, RCA Records, réalise un enregistrement professionnel de ce concert, dont des extraits sont diffusés dans l'émission de radio américaine King Biscuit Flower Hour.
La première parution officielle d'extraits de ce concert a lieu en 1991 : la réédition au format CD de l'album Station to Station éditée par Rykodisc en propose deux titres, Word on a Wing et Stay, en pistes bonus. Queen Bitch paraît quant à elle en 1996 sur la compilation semi-officielle RarestOneBowie. Le concert intégral est publié en 2010 dans le cadre des rééditions de luxe de Station to Station, puis de manière indépendante en 2017. Cette version propose un mixage amélioré et coupe la majeure partie du solo de batterie qui occupait la section centrale de Panic in Detroit.

## Titres
Toutes les chansons sont écrites et composées par David Bowie, sauf mention contraire.
| 1. | Station to Station  |                                         | 11:53 |
| 2. | Suffragette City    |                                         | 3:31  |
| 3. | Fame                | David Bowie, Carlos Alomar, John Lennon | 4:02  |
| 4. | Word on a Wing      |                                         | 6:06  |
| 5. | Stay                |                                         | 7:25  |
| 6. | Waiting for the Man | Lou Reed                                | 6:20  |
| 7. | Queen Bitch         |                                         | 3:12  |

| 1. | Life on Mars?    | 2:13 |
| 2. | Five Years       | 5:03 |
| 3. | Panic in Detroit | 6:03 |
| 4. | Changes          | 4:11 |
| 5. | TVC 15           | 4:58 |
| 6. | Diamond Dogs     | 6:38 |
| 7. | Rebel Rebel      | 4:07 |
| 8. | The Jean Genie   | 7:28 |

## Musiciens
- David Bowie : chant
- Carlos Alomar : guitare
- Stacey Heydon : guitare
- George Murray : basse
- Tony Kaye : claviers
- Dennis Davis : batterie